# Joe Quijano
Joe Quijano (José Quijano Esteras; * 27. September 1935 in Puerta de Piedra; † 4. April 2019 in San Juan) war ein puerto-ricanischer Perkussionist, Singer-Songwriter und Bandleader.
Quijano kam im Alter von sieben Jahren mit seiner Familie nach New York und wuchs dort in der Bronx auf. Er begann seine musikalische Ausbildung bei María Luisa Lecompte und hatte Klavierunterricht bei Eduvijes Bocanegra. Mit Eddie Palmieri und Orlando Marin gründete er 1950 eine Band, die sich Los Mamboys nannte. Sie wurde später erweitert und trat unter verschiedenen Namen auf (Banana Kelly’s Mambo band, Conjunto Orlando Marín, El Conjunto de Eduardo Palmo, Joe Quijano y Su Conjunto). 
Nach dem Besuch der Sekundarschule P.S. 52 ging Quijano an die High School of Industrial Arts und studierte drei Jahre Musik an der Columbia University. 1957 debütierte er mit einer eigenen Band, dem Conjunto Cachana. Zwischen 1961 und 1963 veröffentlichte er drei Alben bei Columbia Records. In New York gründete er ein eigenes Label, Cesta Records, bei dem u. a. Aufnahmen der Cesta All Star unter Charlie Palmieri mit Cheo Feliciano, Louie Ramírez, Willie Rosario, Orlando Marin und anderen erschienen.
1976 gründete er in New York ein großes Orchester, mit dem er in den Junior’s Dancers auftrat. In den 1970er und 1980er Jahren trat er mit Charlie Palmieri im Club Caribe des Hotels Caribe Hilton auf. Nach einem Motorradunfall 1992 konnte er nur noch mit Stöcken gehen. Dennoch unternahm er 1996 eine erfolgreiche Tournee durch acht Städte Kolumbiens.
2010 entstand seine musikalische Produktion Joe Quijano y Augusto Onna, 50 años después, Lo inédito de Tite Curet Alonso mit Luis Perico Ortiz, Nick Jimenez und seinem Orquesta de Joe Quijano. Hier waren als Sänger u. a. Paquito Guzmán, Van Lester, Harry Fraticelli und Quijano selbst zu hören. 2015 kündigte er seinen Rückzug aus dem Musikleben an; er trat jedoch noch 2018 mit dem Conjunto Cachana bei den Lincoln Center’s Midsummer Night Swing Series auf. Ein geplanter Auftritt beim Living Legends of Salsa Concert im März 2019 in Medellín musste nach einem Sturz in seiner Wohnung abgesagt werden.